# Le Faisan d'or
Pour plus de détails, voir Fiche technique et Distribution.
Le Faisan d'or (Altyn Kyrghol) est un film kirghiz réalisé par Marat Sarulu, sorti en 2002.
Il remporte la Montgolfière d'or au Festival des trois continents 2002 et le Cyclo d'or au Festival international des cinémas d'Asie de Vesoul en 2003.

## Synopsis
Quatre enfants fuient leur village et rejoignent la voie de chemin de fer qui traverse la steppe kirghize.

## Fiche technique
- Titre original : Altyn Kyrghol
- Titre français : Le Faisan d'or
- Réalisation : Marat Sarulu
- Scénario : Marat Sarulu
- Pays d'origine :  Kirghizistan
- Langue originale : kirghiz
- Format : noir et blanc - 35 mm
- Genre :
- Durée : 80 minutes
- Date de sortie :
  - France : 6 août 2003 (sortie nationale)

## Distribution
- Busurman Odurakaev : l'artiste
- Tynar Abdrazaeva : le contrôleur
- Mukanbet Toktobaev : le mari
- Kabatai Kyzy Elmira : la jeune femme
- Tamlay Imanaliev : enfant
- Urmat Samudunov : enfant
- Japarkul Kyzy Jarkinai : enfant

## Distinctions
- Montgolfière d'or au Festival des trois continents 2002.
- Cyclo d'or au Festival international des cinémas d'Asie de Vesoul en 2003.